# Chiesa di San Michele Arcangelo (Casarza Ligure)
La chiesa di San Michele Arcangelo è un luogo di culto cattolico situato nel comune di Casarza Ligure, in piazza della Vittoria, nella città metropolitana di Genova. La chiesa è sede della parrocchia omonima del vicariato di Sestri Levante della diocesi di Chiavari.

## Storia e descrizione

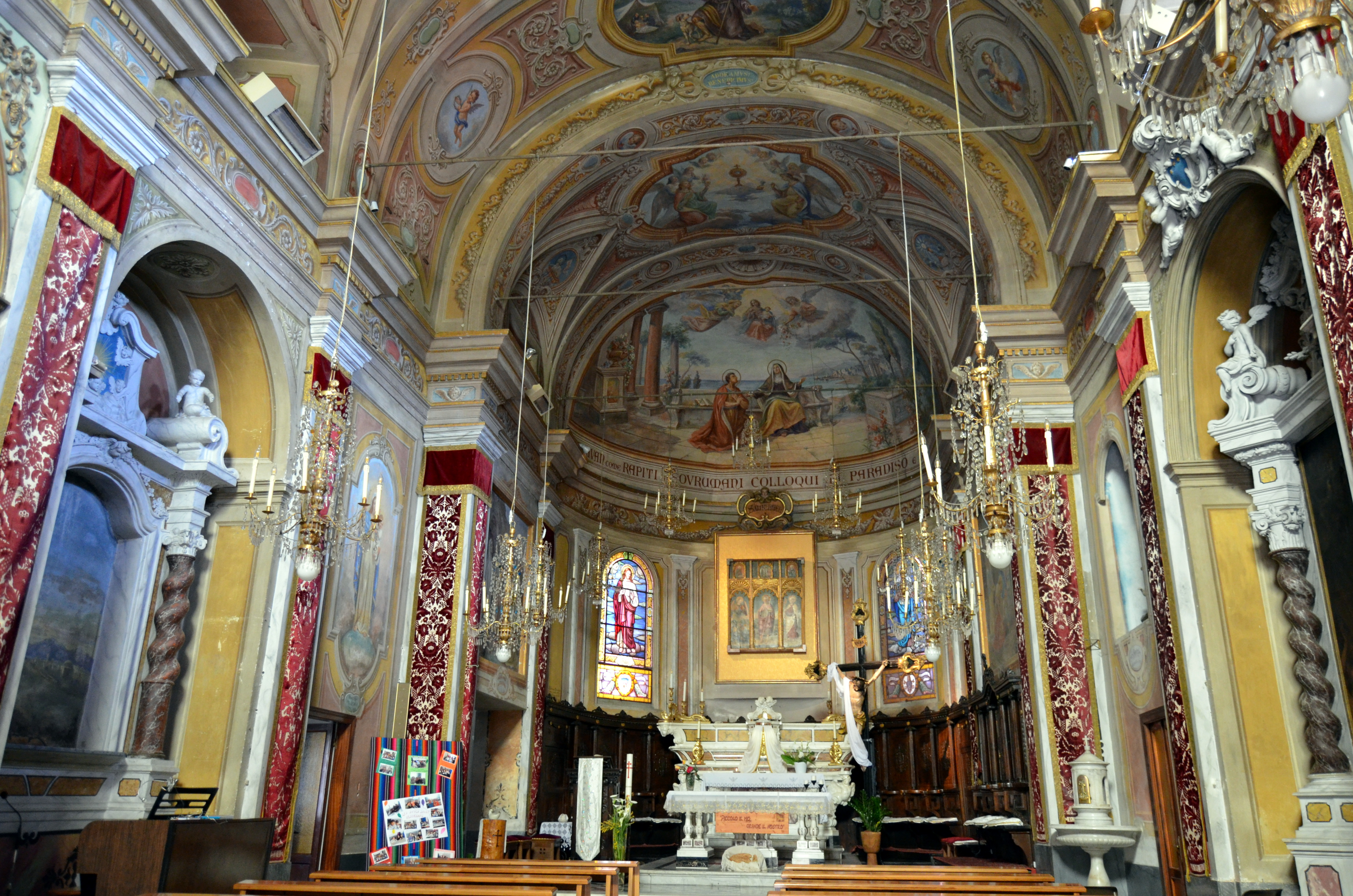
La navata

Costruita nel XVII secolo in stile barocco - la costruzione terminò nel 1693 - è rilevante all'interno il trittico di Giovanni Barbagelata, raffigurante la Crocifissione, la Vergine con il Bambino e santa Monica.
Originariamente l'opera non venne realizzata a Casarza Ligure, bensì trasportata dalla chiesa romanica di Candiasco. La consacrazione avvenne il 16 luglio del 1758 da parte del vescovo della diocesi di Brugnato monsignor Domenico Tatis.
L'attuale facciata e il campanile sono risalenti all'ultimo restauro del 1886.
Nel 1959 anche la parrocchia di Casarza Ligure, soggetta al vicariato di Sestri Levante della diocesi brugnatese, passò negli attuali confini religiosi della diocesi di Chiavari.